# Akszaji járás
Az Akszaji járás (oroszul: Аксайский муниципальный район) Oroszország egyik járása a Rosztovi területen. Székhelye Akszaj.

## Népesség
- 1989-ben 73 361 lakosa volt.
- 2002-ben 88 899 lakosa volt.
- 2010-ben 102 369 lakosa volt, melyből 89 776 orosz, 2 899 örmény, 1 826 ukrán, 949 koreai, 898 azeri, 561 cigány, 561 moldáv, 415 fehérorosz, 359 tatár, 162 grúz, 147 török, 142 üzbég, 140 német, 122 mordvin, 115 asszír, 74 oszét, 70 tadzsik, 69 kazah, 63 avar, 60 baskír, 58 csuvas, 56 udmurt, 46 mari, 44 ezid, 40 kabard, 36 lezg, 34 tabaszaran, 31 csecsen, 28 kumik, 28 kurd, 27 ingus, 26 lengyel stb.